# غاري نوفا
غاري نوفا (بالإنجليزية: Gary Nova)‏ هو لاعب كرة قدم أمريكية أمريكي، ولد في 27 أبريل 1992 في إلموود بارك في الولايات المتحدة.

## روابط خارجية
- غاري نوفا على موقع مرجع كرة القدم المحترفة.كوم (الإنجليزية)
- غاري نوفا على موقع كلية كرة القدم في سبورتس رفرنس.كوم (الإنجليزية)